# شای لاو
شای لاو (انگلیسی: Shy Love؛ زاده ۲۷ نوامبر ۱۹۷۸) نام حرفه‌ای یکی از بازیگران پورنوگرافی اهل ایالات متحده آمریکا است.

## اوایل زندگی
او در نیوهیون کنتیکت زاده شد. او گفته‌است در آنجا به شغل صندوق‌داری عمومی مشغول بوده‌است و دارای یک مدرک کارشناسی و دو مدرک کارشناسی ارشد است.